# Regne Jaintia
El regne Jaintia fou un estat que va existir entre vers el 1500 i el 1835, dominant les muntanyes Jaintia (fins al riu Kalang a la plana d'Assam, avui a Meghalaya) i les terres a la plana conegudes com plana de Jaintia. Les primeres foren incorporades després del 1835 al districte de Jaintia i Khasi Hills i les segones annexionades al districte de Sylhet com a parganes de Jaintia. La capital del regne fou Jaintiapur, avui en ruïnes. A l'estiu la residència era a Nartiang de la que només resta un temple i algunes ruïnes.
Els sobrians Jaintia eren d'origen khasi o synteng, i encara que hinduistes tenien successió per via femenina. La tradició ha conservat el nom de 22 rages i aquest record es conforme a les monedes i a les dades conservades que explica la conquesta de l'estat pel rei de Koch Bihar de nom Nar Narayan vers el 1565 i va dominar el país com a vassall fins vers el 1581; a l'inici del segle xviii el rei Jaintia fou derrotat i capturat pels generals ahoms d'Assam però el poble es va negar a sotmetre's i va resistir mantenint la independència. Els birmans van envair Cachar el 1824 i el raja Jaintia es va aliar als britànics, però la seva fidelitat era dubtosa; el 1832 quatre britànics de Sylhet foren segrestats i tres d'ells sacrificats a Phaljor a la capella de la deessa Kali; com que no era el primer cas (ja hi havia hagut dos casos anteriors) el govern britànic va exigir l'entrega dels culpables, però no fou obtinguda. Llavors el govern britànic va declarar annexionada la part del regne a la plana de Sylhet (1835). El raja llavors va renunciar a tot l'estat i el va transferir als britànics. El darrer raja, Rajendra Singh, va rebre una pensió de 600 lliures a l'any i va viure tranquil·lament a Sylhet fins a la seva mort el 1861.

## Llista de rages
- Prabhat Ray (1500–1516)
- Majha Gosain (1516–1532)
- Burha Parbat Ray (1532–1548)
- Bar Gosain (1548–1564)
- Bijay Manik (1564–1580)
- Pratap Ray (1580–1596)
- Dhan Manik (1596–1612)
- Jasa Manik (1612–1625)
- Sundar Ray (1625–1636)
- Chota Parbat Ray (1636–1647)
- Jasamanta Ray (1647–1660)
- Ban Singh (1660–1669)
- Pratap Singh (1669–1678)
- Lakshmi Narayan (1678–1694)
- Ram Singh I (1694–1708)
- Jay Narayan (1708–1731)
- Bar Gosain (1731–1770)
- Chattra Singh (1770–1780)
- Bijay Narayan (1780–1790)
- Ram Singh II (1790–1832)
- Rajendra Singh (1832–1835)